# アンドロメダ座イオタ星
アンドロメダ座ι星（アンドロメダざイオタせい、ι Andromedae、ι And）は、アンドロメダ座にある4等級の恒星である。地球からはおよそ510光年離れた位置にある。

## 特徴
アンドロメダ座ι星はB型主系列星であり、スペクトル型では B8V 型に分類される。物理量はこのスペクトル型の恒星としては典型的なもので、アンドロメダ座ι星を二次的な分光標準星に採用した天文学者もいる。ただし19世紀にアンドロメダ座ι星は新たな変光星として報告され、変光星の候補として変光星総合カタログにも収録されており、ヒッパルコス衛星の観測中にも光度変化が検出されているが、ヒッパルコス衛星によって観測された中では最も変光が小さい恒星の一つであるとされた。トランジット系外惑星探索衛星 (TESS) による5万個以上の恒星の光度曲線を解析した2020年の研究では、アンドロメダ座ι星はゆっくりと変光している脈動変光星であることが示されている。
赤外線による観測からアンドロメダ座ι星には赤外超過が観測されており、周囲に塵円盤が存在している可能性が示されている。

## 名称
17世紀のエジプトの天文学者であった Mohammad Al Achsai Al Mouakket が著した天文暦にみられる恒星の中で、アンドロメダ座ι星はアンドロメダ座κ星およびアンドロメダ座λ星と共に Kaff al-Musalsala または Keff al Salsalat という名前で呼称されており、これはラテン語訳すると"Manus Catenata"（「鎖につながれた手」というような意味）となる。また、これら3個の恒星はカシオペヤ座の恒星と共に「雌ラクダの頭」を意味する Ra’s al-Nāqa と呼ばれるアステリズムの一部としても扱われていた。2025年5月8日、国際天文学連合の恒星の命名に関するワーキンググループ (Working Group on Star Names, WGSN) は、この Ra’s al-Nāqa に由来する Rasalnaqa という名称をアンドロメダ座λ星の固有名として正式に承認した。
中国では、アンドロメダ座ι星は、飛行する蛇神を意味する螣蛇（拼音: Téng Shé タンサ）という星官を、とかげ座α星、とかげ座4番星、はくちょう座π2星、はくちょう座π1星、HD 206267A、ケフェウス座ε星、とかげ座β星、カシオペヤ座σ星、カシオペヤ座ρ星、カシオペヤ座τ星、カシオペヤ座AR星、とかげ座9番星、アンドロメダ座3番星、アンドロメダ座7番星、アンドロメダ座8番星、アンドロメダ座λ星、アンドロメダ座ψ星、アンドロメダ座κ星と共に形成する。アンドロメダ座ι星自身は、螣蛇二十二（拼音: Téng Shé èrshíyī）、つまり騰蛇の22番星と呼ばれている。